# Wu-Hae
Wu-Hae – polski zespół grający muzykę z pogranicza crossover i hardcore.

## Historia
Zespół został założony w 1999 w Nowej Hucie przez wokalistów, Marcina „Bzyka” Bąka i Marcina Guzika. W 2000 wydali niezależnie – przy pomocy Music Office Hagen – album pt. Dla człowieni, a do pochodzących z niego piosenek „Strach” i „Psycho Tata” nakręcili teledyski.
W lipcu 2005 zagrali na festiwalu Union Of Rock w Węgorzewie. W 2006 nakładem Metal Mind Productions wydali album pt. Życie na raty, za który w 2007 otrzymali nominację do Superjedynki za rockową płytę roku. 6 lipca 2007 zagrali jako support na koncercie zespołu Korn w katowickim Spodku.
Muzycy formacji współpracowali m.in. z Jarosławem Śmietaną i Wojciechem Karolakiem. Bzyk i Guzik wzięli udział w nagraniach do albumu Jarosława Śmietany pt. Story of Polish Jazz (2004), który był nominowany do Fryderyka.
Wzięli udział w nagraniu albumu koncepcyjnego pt. Opera Nowohucka (2009), który został nagrany z okazji 60. rocznicy powstania Nowej Huty i został wydany w nowatorski sposób na nośniku pendrive umieszczonym w metalowej puszce. Wydawnictwo uzupełnił esej Sławomira Shuty i film Mateusza Moczulskiego Nowy człowiek (2009), którego producentem i montażystą był Marcin Bąk.
Na początku 2010 muzycy otrzymali nagrodę „Odloty” od redakcji „Gazety Wyborczej”. W maju 2011 w ramach programu resocjalizacyjnego dla więźniów "Rekonstrukcja" zagrali koncert w Areszcie śledczym w Krakowie przy ul. Montelupich. Zapis spotkania z więźniami wykorzystali później w teledysku do utworu „Taki jestem". Jesienią 2011 zagrali kilka koncertów z zespołem Kult w ramach jego Pomarańczowej Trasy.
W styczniu 2012 wydali – własnym sumptem – album pt. Merry crisis and a happy new fear, który promowali przez akcję „Nie pie**ol, kup płytę!” i przez bezpośrednią dystrybucję „Kultura Pod Drzwi”. 8 września 2012 zagrali materiał z Opery Nowohuckiej w Muzeum Lotnictwa Polskiego w Krakowie w ramach 33. edycji „Nowa Huta. Dlaczego nie?” Jesienią 2013 zagrali kilka koncertów z zespołem Kult w ramach Pomarańczowej Trasy, a 25 listopada tego samego roku wydali album pt. Poeci Wyklęci zawierający wiersze polskich poetów wyklętych, takich jak Andrzej Bursa, Rafał Wojaczek, Stanisław Grochowiak i Ireneusz Iredyński. Wkrótce po zakończeniu trasy promującej album zespół rozstał rozwiązany.
Po długiej nieobecności na scenie muzycznej w 2017 zespół w nowo skompletowanym składzie rozpoczął pracę nad nowym materiałem. W 2021 wydali album pt. Dziki Kraj.

## Skład zespołu
Źródła:.
- Marcin "Bzyk" Bąk – wokal, teksty
- Wojtek Świtalski – perkusja
- Marcin Guzik – wokal, teksty
- Uladzimir Sakhonchyk – gitara
- Michał Dewódzki – gitara
- Krzysiek Herzyk – gitara basowa

## Dyskografia

### Jako Wu-Hae
- Dla człowieni, 2000 (demo, Niemcy)
- Życie na raty, 2006 Metal Mind Productions
- Opera Nowohucka, 2009 Das Werk
- Merry crisis and a happy new fear, 2012 Das Werk
- Poeci Wyklęci, 2013 Das Werk
- Dziki Kraj, 2019 Soliton[7]

### Inne projekty muzyczne
- "Grube Ryby", 2007 Metal Mind Productions
- Nohucki – "Nohucki", 2011 SP Records
- Bzyk i Sztajemka "Stary, zły i brzydki", 2016 SP Records

### Gościnnie
- Jarosław Śmietana "A Story of Polish Jazz", 2004 JSR
- "Wyspiański wyzwala", 2008 Warner Music Poland
- „Wisława Szymborska Zaśpiewana" 2016 EMPIK

## W filmie
- Solidarność, Solidarność... (2005)  – film nowelowy powstały z okazji 25. rocznicy powstania „Solidarności”;
- „Co się stało z waszą solidarnością?” – teledysk z udziałem Marcina Bąka, Marcina Guzika i Grzegorza Markowskiego w reżyserii Ryszarda Bugajskiego do muzyki Jarka Śmietany;
- Na zawsze Melomani (2022) – film dokumentalny o zespole jazzowym Melomani; narratorem filmu jest Marcin „Bzyk” Bąk.

## Działalność społeczno-artystyczna
Muzycy w 2013 wzięli udział w happeningu artystycznym „Odłączenie Nowej Huty od Krakowa”, którym chcieli zwrócić uwagę na problemy największej krakowskiej dzielnicy.
W styczniu 2014 Marcin Bzyk wraz z jazzmanem Antonim Dębskim i Zbigniewem Wodeckim nagrał piosenkę „Pozwól mi oddychać”, która miała zwrócić uwagę mieszkańców Krakowa na problem czystości powietrza i smogu unoszącego się nad miastem.